# Charmides cerberus
Charmides cerberus är en insektsart som först beskrevs av John Obadiah Westwood 1859.  Charmides cerberus ingår i släktet Charmides och familjen Diapheromeridae. Inga underarter finns listade i Catalogue of Life.